# Josh Hancock
Joshua Morgan Hancock (* 11. April 1978 in Cleveland, Mississippi; † 29. April 2007 in St. Louis, Missouri) war ein US-amerikanischer Baseballspieler in der Major League Baseball (MLB) auf der Position des Pitchers.

## Leben

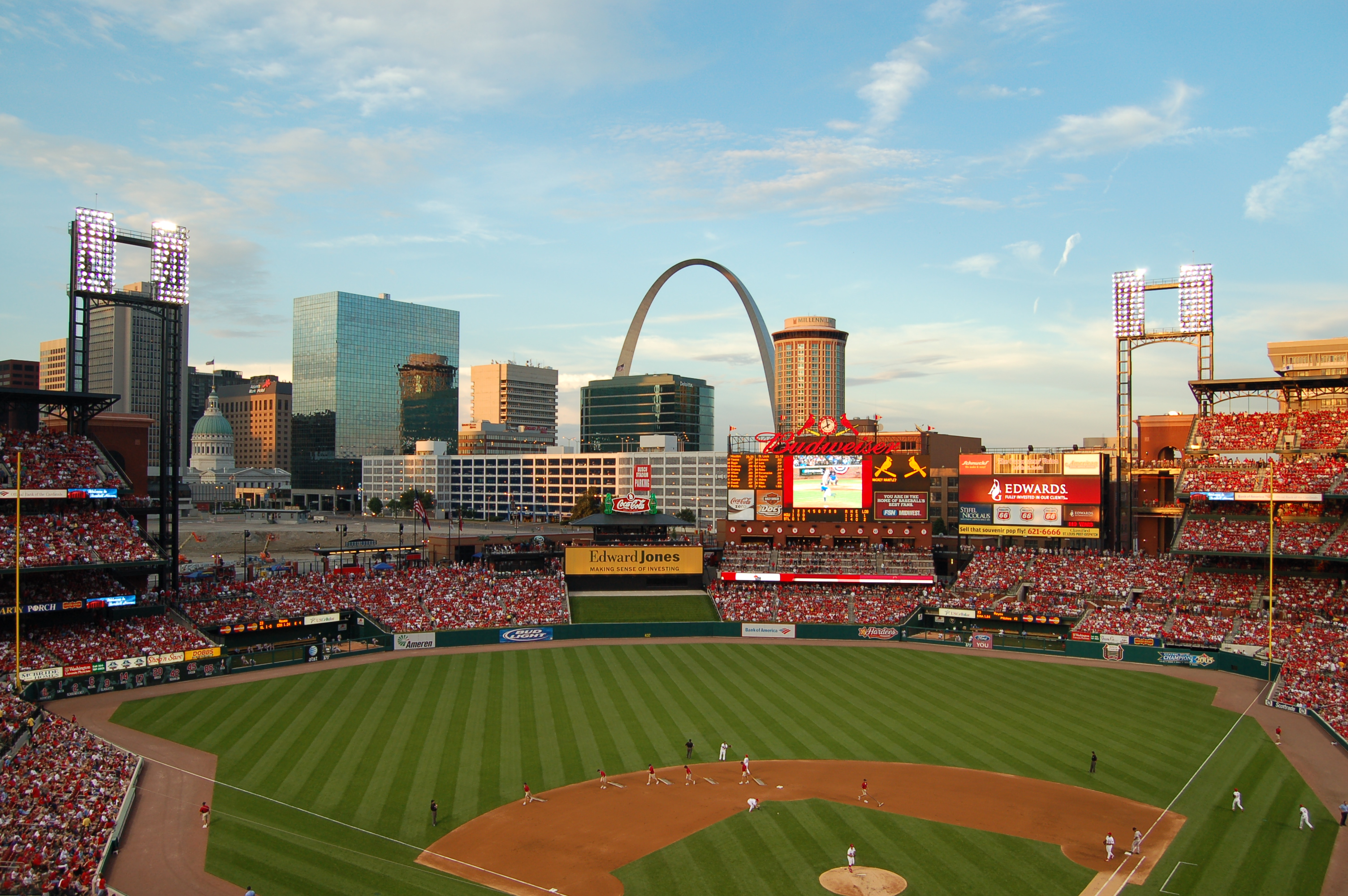
Bush Stadion der St. Louis Cardinals in St. Louis, Missouri

Nach seinem Abschluss der Vestavia Hills High School in Jefferson County, Alabama wurde Hancock in der vierten Runde der 1996er Amateurauswahl bei den Milwaukee Brewers ausgewählt, aber er unterschrieb nicht. Er absolvierte stattdessen das College an der Auburn Universität in Alabama, da ihm dort ein attraktiveres Stipendium angeboten wurde. 1998 wurde er in der fünften Runde der Amateurauswahl der Boston Red Sox ausgewählt und nahm den Vertrag an. Er debütierte am 10. September 2002 in der Major League.
Im Dezember 2002 wurde er gegen Jeremy Giambi zu den Philadelphia Phillies eingetauscht. Am 30. Juli 2004 wurde er mit Andy Machado zu den Cincinnati Reds für Rodd Jones und Brad Correll gehandelt. Am nächsten Tag war Hancock der gewinnende Pitcher für die Reds in einem Spiel gegen die Houston Astros. Das Spiel begann bereits einen Tag vor Hancocks Wechsel.
Am ersten Tag des Frühjahrstrainings 2006 wurde Hancock bei den Reds wegen 7,65 kg Übergewicht entlassen, weil er damit gegen eine Klausel in seinem Vertrag verstoßen hatte. Sofort unterzeichnete er einen Vertrag bei den St. Louis Cardinals und hatte mit einem ERA von 4.09 seine beste Saison.
Hancock starb am 29. April 2007 bei einem Verkehrsunfall. Das angesetzte Spiel der Cardinals gegen die Chicago Cubs an diesem Abend wurde wegen des Unfalls abgesagt.